# Остроградский, Михаил Александрович
Михаи́л Алекса́ндрович Острогра́дский (10 (22) мая 1857 — 14 января 1923, Висбаден) — российский государственный деятель, сенатор.

## Биография
Происходил из дворян Кременчугского уезда Полтавской губернии. Образование получил в Александровском лицее, по окончании которого поступил в Венский университет.
На государственную службу поступил 21 мая 1877 года в Департамент общих дел Министерства внутренних дел Российской империи. С 1899 года был управляющим страховым отделением Хозяйственного департамента Министерства иностранных дел. 22 ноября 1906 года произведён в тайные советники.
В 1910 году занимал должность товарища министра торговли и промышленности. 8 ноября 1910 года назначен сенатором.
Был женат на Марии Константиновне Шидловской, урождённой княжне Имеретинской (племяннице члена Государственного совета генерала от инфантерии князя А. К. Имеретинского).
Умер в эмиграции в Висбадене в начале 1923 года.

## Труды
- Краткая объяснительная записка к проекту пожарного устава. [Устав пожарный. Проект]. — Пг., Рос. пожарное о-во, 1916.
- По поводу докладов о страховой монополии. (Речь сенатора М. А. Остроградского). — [Пг.], тип. А. Бенке, 1916 [ценз.]